# Sipka-szoros
A Sipka-szoros egy 1308 m magas hágó a Balkán-hegységben, Bulgária területén, Gabrovo és Kazanlik között.

## Leírása
Bulgáriában, a Balkán-hegységben található Botev-csúcs közelében található a Sipka-szoros,amelyen átvezető út a Jantra folyó bal partját követi. A szoroson átvezető út nagy kanyarulatokkal ér fel a hágóra, ahonnan az út a Tundsa völgyébe vezet le, amelynek déli kijáratánál található Shipka falu. 
Sipka falu az a hely, ahol az 1877–1878-as orosz–török háborúban négy fontos csatát vívtak.

## Földrajza
A Pirin-hegység déli, lealacsonyodó szegélye kopár, letarolt hegylábfelszín, Melnik vidékén az erózióval erősen felszabdalt lejtőkön látványos földpiramisrendszer húzódik.

## A környék nevezetességek

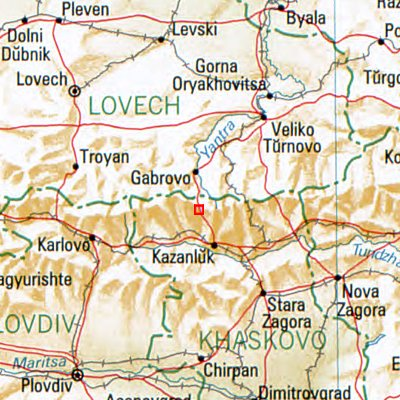
A Sipka-szoros a térképen (piros négyzettel jelölve)

- A hegyek közt kanyargó Iszkar folyó.

- Kozja Sztena természetvédelmi terület.

- Botev-csúcs (2376 méter).

- Sipka (Shipka) nemzeti park - 1877-1878-as Orosz–török háború véres csatáinak színhelyén. A területen a csatára emlékeztető emléktáblák, emlékművek, árkok és bunkerek komplexuma található.

- Sipka emléktemplom - Az aranykupolás, a zöld és rózsaszín homlokzú, ívekkel, frízekkel, oromfalakkal és aranyozott dísztárgyakkal ellátott épület Shipka város közelében található. A bolgár függetlenség után az orosz és a bolgár halottak emlékműveként állították fel. Az épület a 17. századi orosz templomépítés hagyományait követi. A templom Tomisko cseh építész munkája, főbejárata három boltíves, tetején jellegzetes harangtorony, melynek magassága 50 méter. 17 harangja van; közülük a legnehezebb körülbelül 12 tonna. A hársfa ikonosztáz gazdagon díszített aranyozott fafaragásokkal és nagy művészi értékkel bír.

Az ikonokat a Szent Pantaleimon kolostorból való orosz szerzetesek készítették az Athosz-hegyen, Görögországban. Az orosz ezredek, valamint az orosz és a bolgár halottak neve a templom falába épített 34 márványlemezre van felírva. A Sipka szorosban (1877–1878) elesett orosz katonák porai a kripta 17 kőszarkofágjában nyugszanak. A Sipka-emléktemplomot 1902. szeptember 27-én szentelték fel ünnepélyesen. 
- Szabadság emlékmű - A hegy tetején, Sipkánál emelkedik. Ezt a bolgár nép önkéntes adományaiból fizették ki, és Atanas Donkov építész és Alekszandr Andrejev szobrász tervei alapján építették. Az emlékművet hivatalosan 1934-ben avatták fel. Az emlékmű kiállításai az orosz katonák és a bolgár önkéntesek hősiességének történetét mutatják be.

- Földpiramisok a közeli Melnik környékén, melyek erózió hatására keletkeztek

## A Sipka-szorosi csata

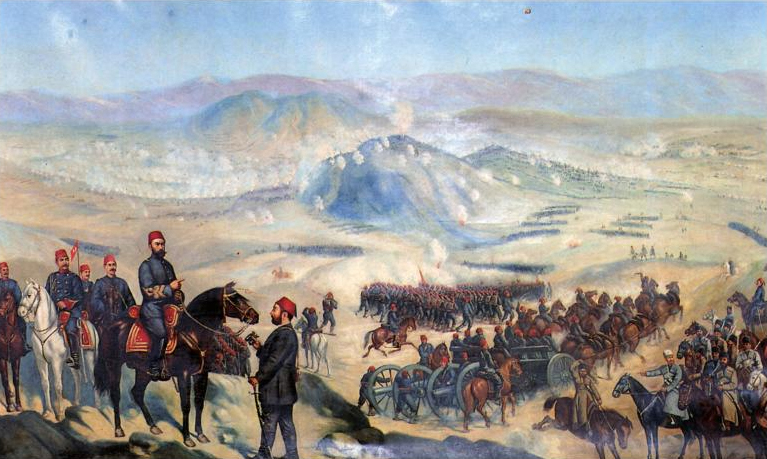
A Sipka-szoros-i csata egy részlete festményen

1877. július 17-én az oroszok észak felől támadták meg a Sipka-szorost, de visszaverettek; július 19-én azonban Gurko tábornok megújította a támadást, amely sikeres lett. Az orosz Sipka-szoros-i állásokat később, augusztus 20-27 között Szulejmán pasa ostromolta nagy erővel és már-már elfoglalta; azonban azt az oroszok makacsul védték. A törököknek szeptember 17-i új rohama sem vezetett célhoz. Végül az orosz fő haderő is átkelt a Balkánon, megkerülve a törökök hadállásait, kényszerítve a pasát, hogy Sejnovónál 32 000 emberrel és 93 ágyúval megadja magát.

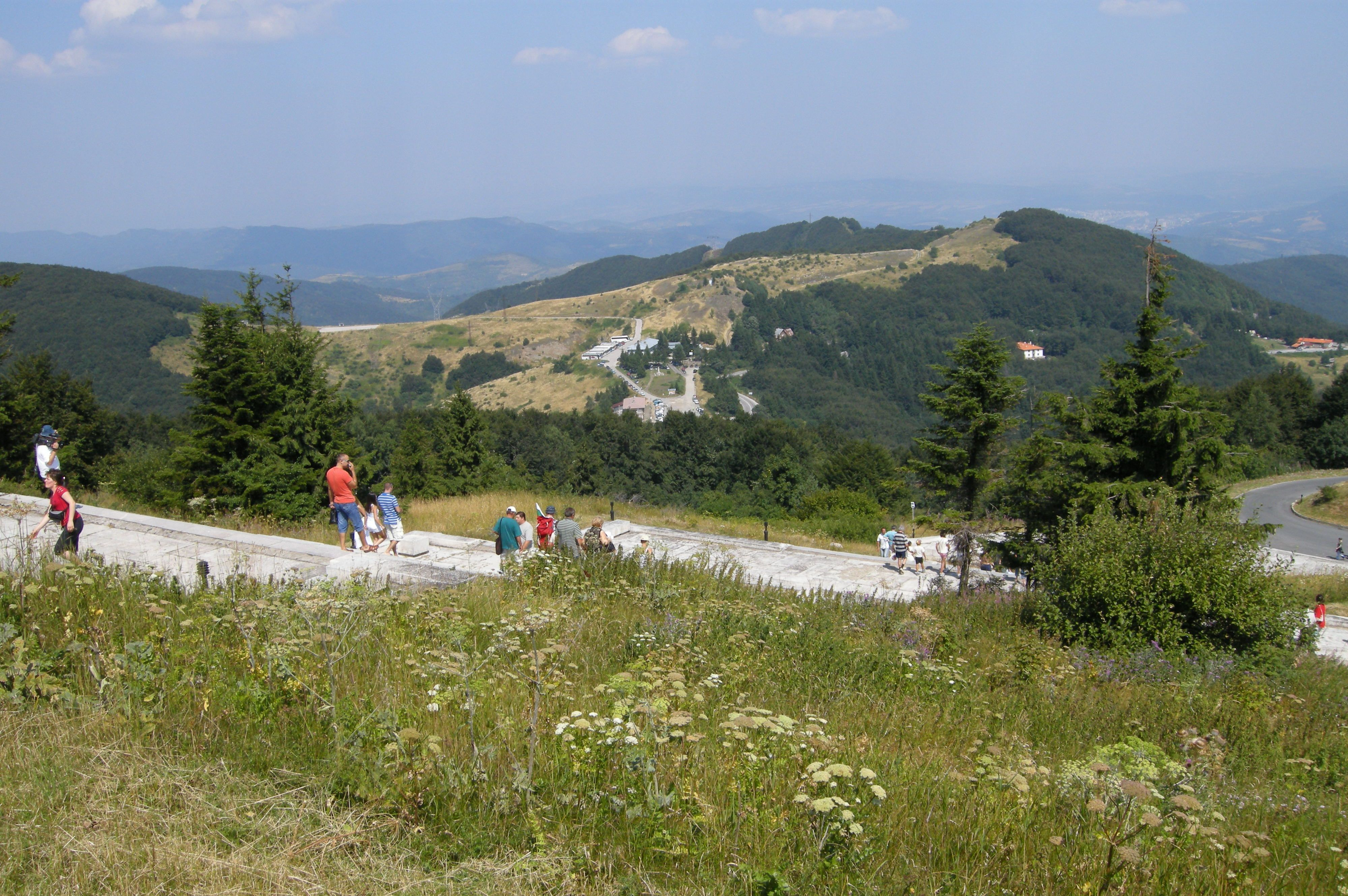
A Sipka-szoros, távolban az emlékművel